# 因田宏紀
因田 宏紀（いんでん ひろき）は、日本のアナウンサー、テレビプロデューサー、実業家。朝日放送（ABC）アナウンサー、ABCゴルフ倶楽部代表取締役社長・支配人。三重県鈴鹿市出身。

## 来歴・人物
1965年、中央大学を卒業後ABCへ入社（同期に道上洋三や辻豊人らがいる）。主にスポーツアナウンサーとしてプロ野球中継などで活躍する。また、1966年に開始したラジオワイド番組『ABCヤングリクエスト』の初代男性パーソナリティを道上・辻との日替わりで務めた。1985年に人事異動でスポーツ局へ移動しアナウンス業務から離れ、スポーツ局番組プロデューサーなどを務め、2000年より系列会社のABCゴルフ倶楽部へ出向し代表・支配人を務めた。
近鉄（鈴鹿線）沿線地域にあたる鈴鹿山麓で少年時代を過ごしたことから、大の近鉄バファローズファンであり、1975年にはバファローズ応援ラジオ番組『近鉄バファローズアワー』を開始させ、試合中継の実況を担当した。
1971年からは、ABCカップ・ゴルフ日米対抗（現：ABCチャンピオンシップゴルフトーナメント）中継の実況を1984年の第14回大会まで担当。1985年から1999年までは中継プロデューサーまたは管理責任者として、2000年から2004年までは開催地のABCゴルフ倶楽部関係者としてABC主催のゴルフトーナメントに関わった。

## 詳細情報

### 出演番組
ラジオ
- プロ野球中継
  - ABCラジオナイター
  - 近鉄バファローズアワー
- 全国高校野球選手権大会中継
- ABCヤングリクエスト

テレビ
- プロ野球中継
  - 侍プロ野球…1975年3月30日までABCテレビが加盟していたTBS系列（JNN）のプロ野球中継の現行タイトル
  - ゴールデンナイター／プロ野球中継
- 全国高校野球選手権大会中継
- ABCカップ・ゴルフ日米対抗

### 制作番組
- ABCチャンピオンシップゴルフトーナメント（「ABCカップ・ゴルフ日米対抗」時代の1985年大会より担当）